# 月の輪自動車教習所
月の輪自動車教習所（つきのわじどうしゃきょうしゅうしょ）は、 株式会社瀬田月輪自動車教習所が運営する滋賀県公安委員会指定自動車教習所。

## 概要
1961年（昭和36年）3月に設立された、滋賀県内でも老舗の自動車教習所（以降は「教習所」と表記）である。運転免許の他、ドローンやフォークリフトの資格も取得可能。情報発信にも力を入れており、運転のコツをイラストにして教習車にラッピングした「学べる教習車」を導入したり、YoutubeやTikTokの配信も積極的に取り組み、幅広い世代に馴染みやすく、愛される教習所を目指して活動している。
なお、当教習所は2021年（令和3年）4月から手話による技能教習を開始し、同年9月から字幕付きオンライン学科教習を開始している。

## 取得免許
- 普通自動車 一種／二種
- 準中型自動車
- 中型自動車 一種／二種
- 大型自動車 一種／二種
- 普通自動二輪（小型限定）
- 普通自動二輪
- 大型自動二輪
- 大型特殊自動車
- けん引自動車
- フォークリフト
- 普通車ペーパードライバー教習

## 教習車種
- 普通自動車
  - トヨタ・カローラ AT/MT
  - トヨタ・ヴォクシー AT

上記の他、マツダの教習車も所属する。
- 二輪車
  - ホンダ・NC750L
  - ホンダ・CB750
  - ホンダ・CB400SF-K
  - スズキ・Address125

## アクセス
- JR琵琶湖線（東海道本線）瀬田駅下車、徒歩約10分[9]。

## その他

### 異業種コラボ
2021年1月まで教習所敷地内にあったレストランのオーナーが定年退職したことで閉店となり後継の経営者を探していたが、その時にコロナ禍でキッチンカーの出店機会が激減していることから、教習所の敷地を無償で貸し出して異業種コラボをすることが発案され、トレーラーハウスにエスプレッソマシンを積載したカフェ「LR coffee」が出店した。これにより、「キッチンカーの経営を助け、教習生の満足度をアップする」という良い効果を生み出した。

### 補足
- 2020年4月13日に放送した『月曜から夜ふかしスペシャル 日本の大大大問題 春の一斉調査』（日本テレビ）で当教習所が取り上げられ、教習車に施したラッピングが「全面イナズマラッピング車」であることが紹介された[注 1][11]。なお、このラッピング車は5台（※うち1台は送迎車）所属している（内訳：2019年に1台[12]、2020年に4台（※うち1台は送迎車）[13]）。
- 2022年に「学べる教習車」[注 2]というラッピング車が5台登場し、全車が教習車として所属している[14]。これに併せて、キャラクターロゴの制作も行われた[14]。
- 最寄りとなるバス停留所は「月の輪」であるが、同停留所は2022年5月に「月の輪自動車教習所前（月の輪）」へ改称している[15][16]。